# Korona
Koróna (iz starogrške besede κορώνη - korōnè: »venec«) je plast plazme, ki obdaja Sonce in druge zvezde. Sončeva korona je debela nekaj milijonov kilometrov in je najlažje vidna ob popolnem Sončevem mrku, sicer pa z uporabo koronografa.
Svetloba, ki jo oddaja korona, je posledica treh mehanizmov:
- K-korono (K za »kontinuierlich« – zvezno) ustvarijo svetlobni žarki, ki se sipajo ob prostih elektronih. Dopplerjeva razširitev spektra odbite svetlobe zabriše absorpcijske črte, zato ima ta svetloba zvezen spekter.
- F-korono (F za »Fraunhofer«) ustvarijo svetlobni žarki, ki se odbijajo od trdnih delcev, zato spekter njene svetlobe vsebuje Fraunhoferjeve absorpcijske črte. Sega do zelo velikih elongacij, kjer ji pravimo zodiakalna svetloba.
- E-korono (E za »emisijo«) tvorijo emisijske črte ionov v plazmi, ki so glavni vir informacij o sestavi korone.[1]

Spektroskopske meritve nakazujejo na močno ionizacijo v koroni in temperature plazme nad milijon kelvinov, kar je mnogo več od površine Sonca.